# Tunnel van Bois Lemoine
De tunnel van Bois Lemoine is een nog te bouwen tunnel bij de Belgische stad Luik. De tunnel zou onderdeel zijn van de geplande A605. Hoewel sinds 2004 de plannen voor de aanleg van deze snelweg terug concreet werden, verdween het project in 2009 opnieuw in de diepvriezer.